# Brdce (Matulji)
 Brdce  (olaszul: Berze) falu Horvátországban, a Tengermellék-Hegyvidék megyében. Közigazgatásilag Matuljihoz tartozik.

## Fekvése
Fiume központjától 25 km-re, községközpontjától 17 km-re északnyugatra a Tengermelléken, a szlovén határ mellett fekszik. A község legészakibb települése.

## Története
A településnek 1857-ben 167, 1910-ben 136 lakosa volt. 
2011-ben 67 lakosa volt.

## Lakosság
| Lakosság változása | Lakosság változása | Lakosság változása | Lakosság változása | Lakosság változása | Lakosság változása | Lakosság változása | Lakosság változása | Lakosság változása | Lakosság változása | Lakosság változása | Lakosság változása | Lakosság változása | Lakosság változása | Lakosság változása | Lakosság változása |
| ------------------ | ------------------ | ------------------ | ------------------ | ------------------ | ------------------ | ------------------ | ------------------ | ------------------ | ------------------ | ------------------ | ------------------ | ------------------ | ------------------ | ------------------ | ------------------ |
| 1857               | 1869               | 1880               | 1890               | 1900               | 1910               | 1921               | 1931               | 1948               | 1953               | 1961               | 1971               | 1981               | 1991               | 2001               | 2011               |
| 167                | 133                | 141                | 147                | 153                | 136                | 132                | 126                | 116                | 112                | 103                | 90                 | 61                 | 64                 | 65                 | 67                 |

## Nevezetességei
- A Szentlélek tiszteletére szentelt temploma 1679-ben épült.